# Илейкино (остановочный пункт)
Иле́йкино — остановочный пункт Большого кольца Московской железной дороги во Владимирской области. Непосредственно прилегает к деревне Илейкино, расположенной в 9 км к югу от районного центра города Киржача, на территории Першинского сельского поселения. Остановочный пункт расположен на двухпутном электрифицированном участке железной дороги. Представлен двумя низкими боковыми посадочными платформами, расположенными друг напротив друга. Турникетов нет. С восточной стороны прилегает деревня Илейкино, с западной стороны — лес и СНТ «Вымпел».
Посадка и высадка пассажиров на (из) поезда пригородного и местного сообщения. Приём и выдача багажа не производятся.

## Движение пригородных поездов
На остановочном пункте имеют остановку все пригородные электропоезда маршрутов Александров I — Куровская и обратно, а также маршрутов до Орехово-Зуево. По состоянию на май 2019 года 8 пар поездов в сутки ежедневно; время в пути от/до станции Александров составляет от 46 до 54 минут, от/до станции Орехово-Зуево от 38 до 43 минут.